# Mantilly

Mantilly este o comună în departamentul Orne, Franța. În 1 ianuarie 2022 avea o populație de 511 de locuitori.